# Article III de la Constitution des États-Unis
L'Article III de la Constitution des États-Unis d'Amérique est l'article qui établit le pouvoir judiciaire du gouvernement fédéral américain. Le pouvoir judiciaire se compose de la Cour Suprême et des cours inférieures définies par le Congrès.

## Section 1: les tribunaux fédéraux
La Section 1 confère le pouvoir judiciaire aux tribunaux fédéraux, établit une Cour suprême fédérale, des tribunaux inférieurs, exige des juges une bonne conduite, et interdit la baisse des salaires des juges.
« Les pouvoirs judiciaires fédéraux sont dévolus à la Cour Suprême fédérale, ainsi qu'à des tribunaux inférieurs dont le Congrès pourra, au besoin, ordonner l'instauration. Les juges, tant de la Cour suprême fédérale et des tribunaux inférieurs, devront remplir leurs charges avec une bonne conduite, et, à échéances fixes, recevront pour leurs services une rémunération qui ne sera pas diminuée durant leur mandat. »

### Nombre de tribunaux
La Section 1 exige explicitement une Cour suprême, mais ne fixe pas le nombre de juges qui doivent être nommés à ce poste. L'Article I, Clause 6 fait référence à un « juge en chef » (Chief Justice) quand il affirme « Quand le président des États-Unis est jugé, le juge en chef assume la présidence ». Le nombre de juges a été fixé à neuf par une loi de 1869 : un juge en chef et huit juges assesseurs.
Les propositions visant à diviser la Cour suprême dans les panneaux distincts ont été réalisés, mais tous ont échoué. Comme toutes ces propositions ont échoué, la Cour suprême ne s'est jamais prononcée sur la constitutionnalité d'une telle division. Toutefois, le juge en chef Charles Evans Hughes a écrit « la Constitution ne semble pas autoriser deux ou plusieurs cours suprêmes fonctionnant indépendamment. »
La Cour suprême est la seule juridiction du gouvernement fédéral qui soit explicitement exigée par la Constitution. Au cours de la Convention de Philadelphie, une proposition a été faite pour que la Cour suprême soit la seule Cour fédérale, ayant à la fois compétence en premier ressort et compétence en appel. Cette proposition a été rejetée en faveur de la disposition que nous avons aujourd'hui.
En vertu de cette disposition, le Congrès peut créer des tribunaux inférieurs en vertu de l'Article III, Section 1 et de l'Article I, Section 8. Les tribunaux de l'Article III, également appelés tribunaux constitutionnels, ont d'abord été créés par la loi d'organisation judiciaire de 1789. Les tribunaux de l'Article I, ou tribunaux législatifs, sont des organismes de réglementation, tels que le tribunal des impôts des États-Unis. Les tribunaux de l'Article III sont les seuls dotés d'un pouvoir judiciaire, et les décisions des organismes de réglementation restent sujettes à révision par les tribunaux de l'article III. Toutefois, les cas ne nécessitant pas de décision judiciaire peuvent être réglés devant les tribunaux de l'Article I. Dans l'affaire de la locataire Murray contre Hoboken Land & Improvement Co. 59 US 272 (1855) , la Cour suprême a statué que les affaires impliquant « une action en common law ou en équité, ou d'amirauté » comportent des décisions judiciaires et doivent être réglées devant des tribunaux de l'Article III. D'autres cas, tels que les cas de faillite, n'ont pas été tenus d'impliquer une décision judiciaire, et peuvent donc être réglés devant les tribunaux de l'Article I. De même, plusieurs tribunaux dans le district de Columbia, qui est de la compétence exclusive du Congrès, sont des tribunaux de l'Article I  plutôt que des tribunaux de l'Article III.
Le projet de loi de réorganisation judiciaire de 1937, proposé par le président américain Franklin Delano Roosevelt peu de temps après sa victoire à l'élection présidentielle de 1936, souvent appelé court-packing plan, ou plan d'emballage de la cour, est une initiative législative pour augmenter le nombre de juges à la Cour suprême. Bien que le projet de loi visant généralement à réformer et moderniser l'ensemble du système judiciaire fédéral, la disposition la plus controversée et centrale accorde au président le pouvoir de nommer un juge supplémentaire à la Cour suprême des États-Unis pour tous les membres siégeant ayant un âge de plus de 70 ans et demi, jusqu'à un maximum de six.

### Mode d'occupation
La Constitution prévoit que les juges « fassent preuve de bonne conduite dans leur charge » (à moins d'être nommé au cours d'une suspension du Sénat). Le terme «bonne conduite» est interprété comme signifiant que les juges puissent servir pour le reste de leur vie, bien qu'ils peuvent démissionner ou prendre leur retraite. Le juge peut également être éliminé par mise en accusation (impeachment) et condamnation par un vote du Congrès (d'où le terme bonne conduite); cela a eu lieu quatorze fois. Trois juges, Mark W. Delahay, George W. English, et Samuel B. Kent ont démissionné plutôt que de passer par cette procédure de destitution.

### Rémunérations
La rémunération des juges ne peut être diminuée, mais peut être augmentée, au cours de leur mandat. La Constitution ne mentionne rien quant aux juges dont les tribunaux ont été supprimés. La Loi d'organisation judiciaire de 1801 (Midnight Judges Act) a augmenté le nombre de tribunaux pour permettre au président fédéraliste John Adams de nommer un certain nombre de juges fédéralistes avant que Thomas Jefferson ne prenne ses fonctions. Lorsque Jefferson est devenu président, le Congrès a supprimé plusieurs de ces tribunaux et n'a fait aucune provision pour les juges de ces tribunaux. Le pouvoir d'abolir le tribunal a de nouveau été utilisé en 1913, lorsque le Congrès a aboli le Tribunal de Commerce (Commerce Court). Dans ce cas, cependant, le Congrès a transféré les juges du Tribunal de Commerce aux Circuit Courts.

## Section 2: Le pouvoir judiciaire, la compétence et le jugement par jury
La Section 2 définit le pouvoir judiciaire fédéral, et apporte ce pouvoir à exécution en conférant la compétence d'origine et aussi la juridiction d'appel à la Cour suprême. En outre, elle exige un procès par jury dans toutes les affaires criminelles, sauf dans le cas d'une destitution.
« Le pouvoir judiciaire s'étendra à tous les cas, en droit et en équité, découlant de la présente Constitution, les lois des États-Unis, aux traités déjà conclus, ou qui doivent être faits, sous leur autorité ; à tous les cas concernant les ambassadeurs, les autres ministres publics et les consuls ; à toutes les causes d'amirauté et de juridiction maritime ; aux différends auxquels les États-Unis seront partie ; aux différends entre deux ou plusieurs États ; entre un État et les citoyens d'un autre État ; entre citoyens de différentes États ; entre citoyens d'un même État revendiquant des terres en vertu de concessions d'autres États, et entre un État, ou ses citoyens, et les États étrangers, citoyens ou sujets. »
« Dans tous les cas concernant les ambassadeurs, les autres ministres publics et les consuls, et ceux dans lesquels un État sera partie, la Cour suprême est compétente en première instance. Dans tous les autres cas susmentionnés, la Cour suprême aura juridiction d'appel, en tant que droit et de fait, sauf telles exceptions et conformément à tels règlements que le Congrès pourra faire. »
« Tous les crimes, sauf dans les cas d'impeachment, seront présentés à un jury, et ce jugement aura lieu dans l'État où lesdits crimes auront été commis, mais lorsqu'ils ne sont pas commis dans aucun État, le jugement aura lieu à tel lieu ou place que le Congrès aura désigné, par la loi. »

### Pouvoirs
Les tribunaux fédéraux sont des juridictions de pouvoir limité et avec des compétences limitées, par opposition à une juridiction générale. Les tribunaux de compétence limitée ne peuvent entendre et trancher que des affaires qui ne concernent que certaines accusations. Cette limitation de compétence dans l'objet des affaires doit s'inscrire dans les pouvoirs énumérés de la magistrature:
- question fédérale : le pouvoir de décider des cas relevant de la Constitution, les lois fédérales et les traités
- Diplomates : le pouvoir de décider des cas impliquant des ambassadeurs, d'autres ministres publics et des consuls
- Eau : le pouvoir de décider des cas impliquant des eaux navigables
- parti fédéral : le pouvoir de décider des cas dans lesquels les États-Unis est partie prenante
- Inter-États : le pouvoir de décider des cas entre deux ou plusieurs États
- Diversité : le pouvoir de décider des cas entre les citoyens d'États différents
- Concession de terre : le pouvoir de trancher les affaires entre les citoyens d'un même État revendiquant des terres au titre des subventions des différents États
- L'extranéité : le pouvoir de décider des cas entre
  - un État et un État étranger;
  - citoyens d'un État et un État étranger;
  - citoyens d'un État et les citoyens ou sujets d'un État étranger, ou
  - un état et les citoyens d'un autre État, ou des citoyens ou sujets d'un État étranger, où l'État est le demandeur initial.

L'Article III ne s'exécute pas automatiquement dans les affaires où l'objet sur lequel les tribunaux fédéraux ont le pouvoir. Le Congrès détermine, à partir de l'objet visé à l'Article III, quel cas peut être étudié par chaque cour fédérale, et l'Article III décrit également les rares cas où un procès peut se produire à la Cour suprême.

### Le procès par jury
L'Article III, Section 2, prévoit que les crimes, sauf cas de destitution, doivent être jugés devant un jury, à moins que l'accusé renonce à ses droits. Le procès doit avoir lieu dans l'État où le crime a été commis. Si le crime n'a pas été commise dans un État donné, le procès doit avoir lieu dans un endroit défini par le Congrès.
Le sixième amendement contient des dispositions connexes. Le procès doit se tenir dans l '«État et le district» où le crime a été commis, et le district est fixé par le Congrès. Le sixième amendement contient d'autres éléments non liés à l'endroit du procès.
Seul le Sénat a le pouvoir exclusif de juger toutes les personnes sous le coup d'un impeachment.

## Section 3: La trahison
La Section 3 définit la trahison et sa peine.